# Cyrtarachne bengalensis
Cyrtarachne bengalensis är en spindelart som beskrevs av Benoy Krishna Tikader 1961. Cyrtarachne bengalensis ingår i släktet Cyrtarachne och familjen hjulspindlar. Inga underarter finns listade i Catalogue of Life.